# Resilvestrament plistocè

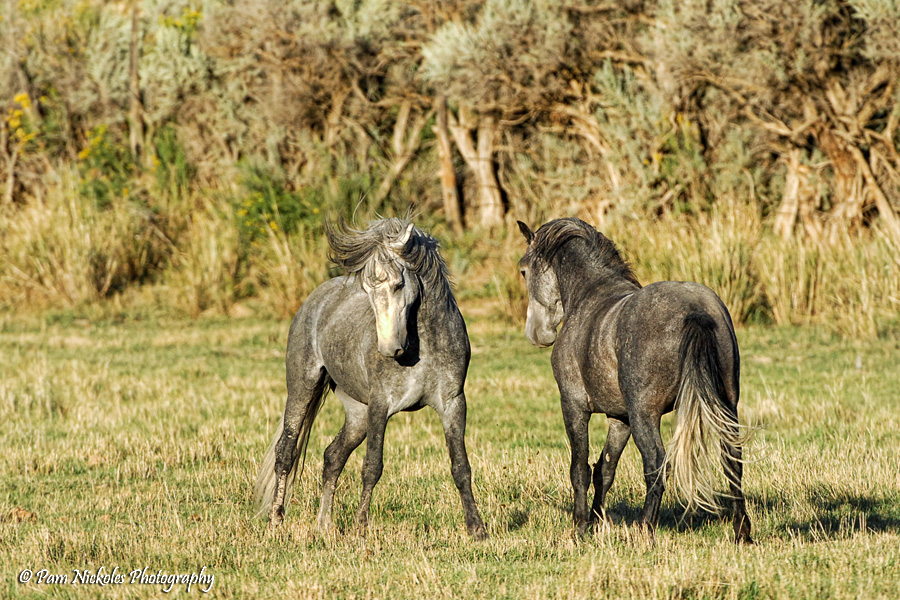
Cavalls salvatges a Nord-amèrica

El resilvestrament plistocè (de l'anglès Pleistocene rewilding) consisteix en la reconstrucció dels ecosistemes plistocens a través de la reintroducció d'espècies animals (sobretot grosses, conegudes com a megafauna) desaparegudes durant els darrers segles o mil·lennis en una regió determinada.
Aquests projectes són econòmicament i tècnicament difícils de realitzar, ja que les espècies de grans dimensions només poden ser reintroduides en aquells països on hi ha prou espai i baixa pressió humana. Pot semblar, per tant, quelcom utòpic, però en alguns casos (de vegades involuntàriament) s'ha demostrat que una espècie pot adaptar-se bé a un entorn en el qual havia viscut milers d'anys enrere. Un bon exemple és el dels cavalls a l'Amèrica del Nord, que van desaparèixer al començament de l'Holocè però es van tornar a estendre amb èxit, gràcies a la intervenció de l'home, a partir del segle xvi, formant les actuals poblacions de mustangs.

## Gènesi
El concepte de resilvestrament plistocè va aparèixer després dels descobriments paleontològics que proven l'extinció en massa d'animals grossos entre finals del Plistocè i el començament de l'Holocè (especialment fort a Amèrica, Austràlia i Europa però també documentat a altres continents, fet que hauria alterat dràsticament els ecosistemes. Aquestes desaparicions d'espècies formen part del que s'ha anomenat extinció de l'Holocè.
Les causes d'aquestes extincions són encara discutides: un caça excessiva, un canvi climàtic sobtat, noves malalties, o potser una combinació d'aquests tres factors, podria haver causat aquest desastre ecològic. Pels defensors del resilvestrament plistocè, els factors antròpics són claus per explicar l'extinció massiva del començament de l'Holocè.
Segons alguns investigadors, aquestes extincions haurien provocat una reducció de la biodiversitat vegetal i animal en el seu conjunt, ja que els animals grossos tenen una gran influència a través de la seva acció sobre els ecosistemes.
Així, cap al final del Plistocè (fa aproximadament entre 13.000 i 10.000 anys), una gran part de la megafauna mundial va desaparèixer. Amb la pèrdua dels grans herbívors i les seves espècies depredadores, molts dels nínxols ecològics importants per al funcionament dels ecosistemes es van quedar sense ocupar. En paraules del biòleg Tim Flannery, "d'ençà de l'extinció de la megafauna fa 13.000 anys, el continent americà ha tingut un greu desequilibri faunístic". Això significa, per exemple, que els gestors de parcs nacionals a Amèrica del Nord han de recórrer al sacrifici d'exemplars per mantenir la població d'ungulats sota control, degut a la manca de grans predadors.
Paul S. Martin (autor de la hipòtesi de l'extinció de la megafauna americana degut a un excés de caça per part de l'home durant el Plistocè) afirma que les actuals comunitats ecològiques a Amèrica del Nord no funcionen adequadament en absència de la megafauna, perquè gran part de la flora i fauna nativa van evolucionar sota la influència dels grans mamífers.
En un moment en què moltes espècies de grans dimensions (elefant, rinoceront, grans felins…) que han sobreviscut fins ara estan de nou en perill d'extinció (incloent Àfrica i Àsia del Sud, en el qual sempre s'havien conservat), va sorgir la idea de tornar a introduir-ne alguns d'ells en indrets del món on la presència humana és baixa, com l'Oest dels Estats Units, Sibèria, Patagònia, Sud-àfrica… En molts casos, per tant, les espècies reintroduïdes no serien les originals, ja extingides, sinó els equivalents ecològics més propers, entre les espècies existents d'altres regions. Així, els elefants asiàtics podrien assumir el paper del mamut colombí a Amèrica del Nord i dels gomfotèrids a Amèrica del Sud. Els camèlids sud-americans o el camell bactrià asiàtic podrien substituir als camèlids extingits d'Amèrica del Nord, del gènere Camelops.
Aquest projecte va ser proposat pel Zoòleg nord-americà Josh Donlan el 2005, a la revista Nature, però pel cas d'Europa també s'han fet propostes més o menys concretes

## Crítiques
La principal crítica a la proposta del resilvestrament plistocè considera que és poc realista assumir que les comunitats actuals són funcionalment similars al seu estat de fa 10.000 anys. Els opositors sostenen que hi ha hagut temps més que suficient perquè les comunitats es desenvolupin en absència de megafauna i, per tant, la reintroducció de grans mamífers podria interferir en la nova dinàmica dels ecosistemes i causar un col·lapse. Per altra banda, molts dels taxons considerats per a la reintroducció, especialment per Amèrica del Nord, són al·loctons i podrien perjudicar les espècies autòctones, competint amb elles o trasmetent-los noves malalties.
Alguns detractors del resilvestrament plistocè a Amèrica del Nord plantejen un programa de conservació alternatiu, a través del qual els taxons autòctons d'Amèrica del Nord encara existents podrien ser reintroduïts en parts de les seves àrees de distribució natural d'on es van extingir durant els temps històrics. Una altra forma de resilvestrament podria implicar les tècniques de desextinció, que en un futur permetrien reviure algunes espècies extintes a través de la clonació o la cria selectiva.